# Alantar
Erdal Alantar est un peintre abstrait de la Deuxième École de Paris. Son travail artistique évolue de la figuration vers une abstraction totale, fondée sur une recherche gestuelle et lyrique, où la puissance de la forme et la symphonie des couleurs sont le langage reconnaissable de l'artiste.

## Biographie
Erdal Alantar naît en 1932 à Istanbul. Il étudie les beaux-arts à Istanbul entre 1949 et 1956. En 1958, il obtient le diplôme des beaux-arts de Florence et de Rome. En 1959 il s'installe à Paris avec sa femme, Sevinç, une pianiste. En Turquie, où il continue d'exposer régulièrement, il reste l'un des pionniers de l'abstraction, très inspiré à la fois par la calligraphie ottomane et par la musique romantique. À l'écart des modes, il a créé un style qu'il nomme le "romantisme expressionniste gestuel". À l'instar de Zao Wou-Ki, il a su allier la richesse de sa culture personnelle au développement d'une pensée libre et exceptionnellement créative. Il meurt le 9 janvier 2014 à Istanbul. 
Erdal Alantar est un artiste fondamental pour la période artistique parisienne appelée La Deuxième Ecole de Paris, où il convoque l'abstraction d'avant-garde européenne et l'empreinte du lyrisme propre à sa Turquie natale. Passionné de musique classique, il peint sous la force des notes de Jean-Sebastien Bach, Wagner. Ses toiles résultent d'une harmonie gestuelle qui laisse transparaître cet amour pour la musique. Son œuvre est représentée et diffusée par la Galerie Hervé Courtaigne à Paris.

## Œuvres conservées dans les musées et collections publiques suivantes
Musée d'Ankara ; Musée de Bayeux ; Musée de Bodrum ; Bibliothèque royale de Belgique à Bruxelles ; Musée d'Ephèse ; Cabinet des Estampes de Genève ; Musée d'Istanbul ; Médiathèque d'Ivry ; Victoria and Albert Museum de Londres ; Bibliothèque Nationale de Paris ; Musée de Toulouse.

## Expositions
- Erdal Alantar, Un peintre truc dans l'Ecole de Paris, Exposition personnelle rétrospective 1960-2000, du 24 mai au 30 juin 2012, Galerie Route 53, Paris
- Erdal ALANTAR, Les années 60, Exposition personnelle, du 14 mars au 20 avril 2019, Galerie Hervé Courtaigne, Galerie Hervé Courtaigne, Paris